# ملة يعقوب (مقاطعة دالاهو)
ملة يعقوب (بالفارسية: مله یعقوب) هي قرية تقع في كرمانشاه في إيران. يقدر عدد سكانها بـ 33 نسمة بحسب إحصاء 2016.